# Berislav Grgić (biskup)
Berislav Grgić (Novo Selo, kod Kotor Varoši, 15. veljače 1960.) hrvatski katolički biskup.

## Životopis
Za svećenika je zaređen 1986. Zajedno s većinom njegovih župljana 20. kolovoza 1995. protjerali su ga Srbi iz rodnog mjesta te je najprije došao u Hrvatsku, a zatim 1996. kao izbjeglica u Norvešku. Prvih godina radio je kao dušobrižnik za svoje sunarodnjake, zatim kao školski svećenik i kapelan u crkvi sv. Olafa u Oslu.
Papa Benedikt XVI. imenovao ga je 2007. počasnim prelatom s titulom monsignora. Nakon toga napustio je Norvešku i donedavno djelovao kao svećenik u nadbiskupiji München i Freising u Njemačkoj. Dana 18. prosinca 2008. imenovan je biskupom prelatom u norveškom gradu Tromsøu.